# Kawakita (Ishikawa)
Kawakita (川北町 Kawakita-machi?) es un pueblo localizado en la prefectura de Ishikawa, Japón. En octubre de 2019 tenía una población estimada de 6.267 habitantes y una densidad de población de 428 personas por km². Su área total es de 14,64 km².

## Geografía

### Localidades circundantes
- Prefectura de Ishikawa
  - Hakusan
  - Nomi

## Demografía
Según los datos del censo japonés, esta es la población de Kawakita en los últimos años.
| 1995  | 2000  | 2005  | 2010  | 2015  |
| ----- | ----- | ----- | ----- | ----- |
| 4.514 | 4.922 | 5.677 | 6.147 | 6.347 |